# Трірське перемир'я
Трірське перемир'я — перемир'я між Антантою i Веймарською республікою, укладене в місті Трір 16 лютого 1919 року в зв'язку з закінченням терміну Комп'єнського перемир'я .
Союзники відхилили прохання Німеччини про автоматичне продовження перемир'я, що змусило їх вступити в перемовини. На прохання маршала Фердинанда Фоша до договору були додані положення щодо завершення польсько-німецького конфлікту, зокрема — Великопольського повстання. Німці були зобов'язані припинити наступальні дії проти поляків; також встановлювалась лінія розмежування. Таким чином перемир’я завершило Великопольське повстання.